# Fort Leavenworth

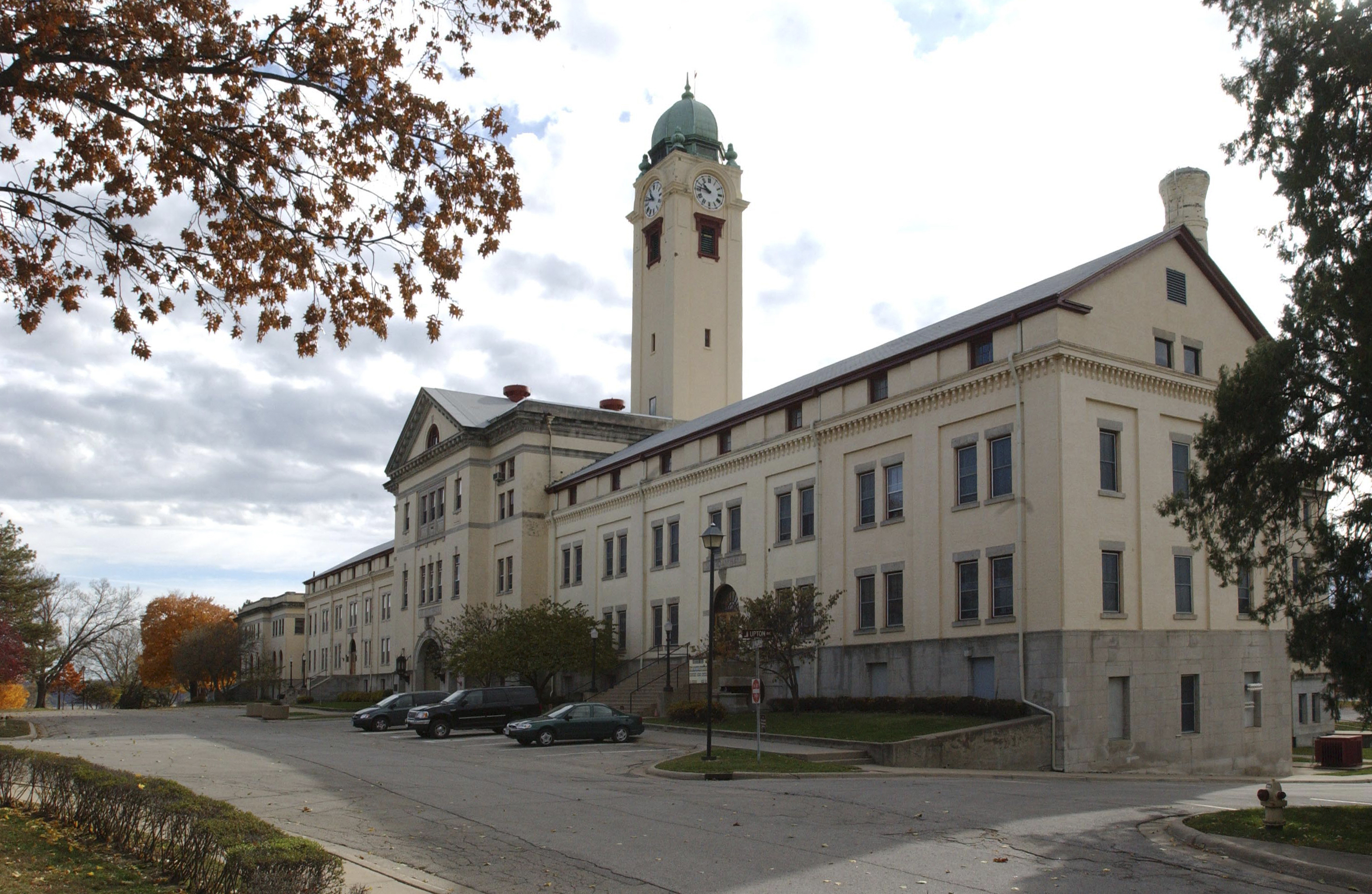
Die Grant Hall, Wahrzeichen von Fort Leavenworth und Sitz des US Army Combined Arms Center

Fort Leavenworth ist ein Militärstützpunkt in der Nähe von Leavenworth im US-Bundesstaat Kansas. Auf einer Fläche von 23 Quadratkilometern beherbergt er unter anderem das Command and General Staff College, das National Simulation Center und das Militärgefängnis Fort Leavenworth.
Der Stützpunkt wurde 1827 gegründet und ist die älteste noch in dieser Funktion genutzte Militärbasis der US-amerikanischen Streitkräfte westlich des Mississippi River. Der Stützpunkt besteht aus rund 1000 Gebäuden und 1500 Quartieren auf 70 Hektar. Es liegt nördlich unweit des ehemaligen Fort de Cavagnal, der am weitesten westlich gelegenen Militäreinrichtung der Franzosen in ihrer damaligen Kolonie Louisiana. 

## Namensgebung und Gründung
Benannt wurde das Fort nach Oberst Henry Leavenworth (1783–1834). Die Gründung erfolgte zum Schutz des Santa-Fe-Trails, eines Verbindungswegs nach Westen von überragender wirtschaftlicher und militärischer Bedeutung, entlang dessen eine ganze Reihe weiterer Stützpunkte entstanden.

## Militärgefängnis

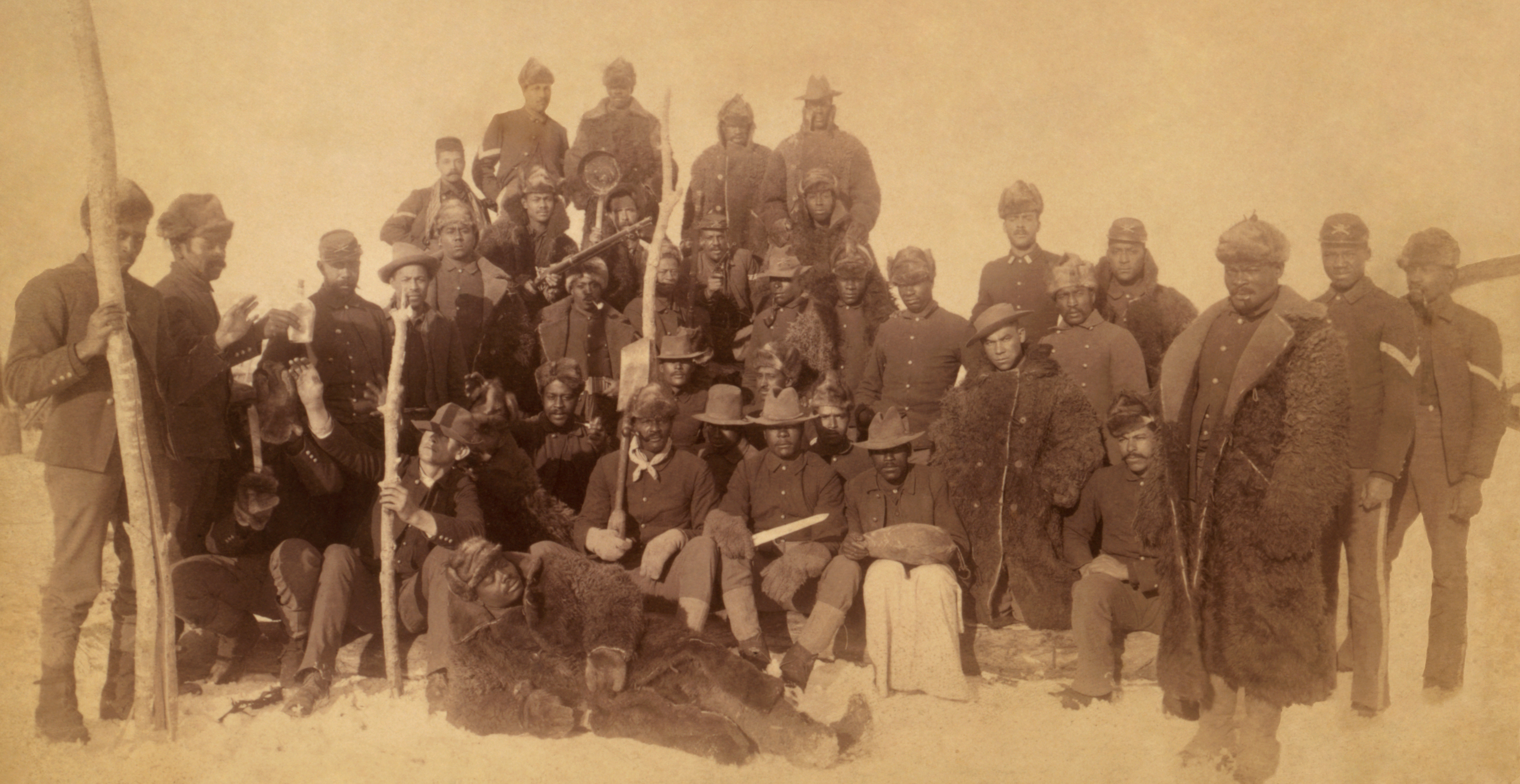
So genannte Buffalo Soldiers im Jahr 1890. Die ersten aus Afroamerikanern rekrutierten Einheiten wurden in Fort Leavenworth stationiert und kämpften in den Indianerkriegen.

Das am 15. Mai 1875 eröffnete Militärgefängnis Fort Leavenworth dient zur Verwahrung von Straftätern der US-Armee, Navy, Air Force, Marine Corps und Küstenwache. Auf dem Gefängnisgelände befindet sich ferner ein Friedhof, der Fort Leavenworth Military Prison Cemetery für in der Haft verstorbene Soldaten, darunter auch 14 hingerichtete deutsche Kriegsgefangene. 
1881 wurde das Command and General Staff College eingerichtet, zunächst als Ausbildungsstätte für Infanterie- und Kavallerieeinheiten. Nach dem Vietnamkrieg erhielt es seine derzeitige Funktion als höhere Offizierschule.

## US Army Combined Arms Center
Auf dem Stützpunkt befindet sich als wichtigste Einrichtung das seit dem 1. Juli 1973 bestehende US Army Combined Arms Center, kurz CAC, das neben der Ausbildung von Führungspersonal seit geraumer Zeit u. a. für die koordinierte elektronische Kampfführung der Teilstreitkräfte zuständig ist.

## Historic District
Seit dem 19. Dezember 1960 hat das Fort den Status einer National Historic Landmark. Am 15. Oktober 1966 wurde Fort Leavenworth als Historic District in das National Register of Historic Places aufgenommen.

## Trivia
Ann Dunham, die Mutter von Barack Obama, wurde während des Zweiten Weltkriegs in Fort Leavenworth geboren, als ihr Vater hier stationiert war.

## Persönlichkeiten
- Clift Andrus (1890–1968), Generalmajor der United States Army, hier geboren
- John Willems (1901–1976), Generalmajor der United States Army, hier geboren
- Conrad Stanton Babcock Jr. (1904–1979), Generalmajor der United States Army, hier geboren
- Adrian St. John, Jr. (1921–2007), Generalmajor der United States Army, hier geboren